# Новосибирскрыба
Новосибирскрыба — рыбоперерабатывающее предприятие, основанное в 1976 году. Расположена в Кировском районе Новосибирска.

## История
В 1971 году началось строительство завода.
В 1976 году предприятие было сдано в эксплуатацию. Первоначально «Новосибирскрыба» была в ведении Министерства рыбного хозяйства СССР.

## Продукция
Предприятие производит различные рыбные изделия: пресервы, рыба холодного (и горячего) копчения, рыба в вакуумной упаковке и т. д.
В 2002 году «Новосибирскрыба» изготавливала свыше 100 наименований рыбных продуктов.

## Руководители
- Г. Ф. Ашмарин (1971—1979)
- Ф. И. Кривошеев (1979—1983)
- П. А. Солохин (1983—1985)
- Г. А. Лопатин (с 1985)[1]